# Saccharomyces uvarum
Espèce
La levure Saccharomyces uvarum est impliquée dans la production de vin, de bière et de Cidre. Le Cidre est produit sans addition de microorganismes mais seulement à partir de la flore naturelle des pommes.

## Métabolisme
Elle procède par fermentation alcoolique du glucose, du mélibiose et du glycéraldéhyde.
Elles sont actives à des températures de 4 à 10 °C.
Elles sont dites basses car elles se déposent en fond de cuve et dégradent le maltose les sucres simples mais pas les dextrines.

## Voir également
- Levures à bière :
  - Dekkera bruxellensis (fermentation spontanée ~ lambic)
  - Saccharomyces cerevisiae (fermentation haute)
  - Saccharomyces uvarum (fermentation basse)
  - Saccharomyces carlsbergensis (fermentation basse)
  - Torulaspora delbrueckii (fermentation haute ~ Weizenbier)
- Fermentation de la bière
  - fermentation haute
  - fermentation basse
  - fermentation mixte
  - fermentation spontanée